# Karlo Pavlenč
Karlo Pavlenč (Zagreb, 9. siječnja 1926. – Zagreb, 11. kolovoza 1987.) bio je slovenski veslač. Nastupio je na Olimpijskim igrama 1948. u Londonu gdje je natjecanje završio u prednatjecanju i Olimpijskim igrama 1952. u Helsinkiju u osmercu s kormilarom gdje je natjecanje završio u polufinalu. Godine 1952. osvaja zlatnu medalja na prvenstvu Jugoslavije u veslanju u osmercu hrvatskog veslačkog kluba Mornar iz Splita.